# کرتون، ناتینگهام‌شر
کرتون (به انگلیسی: Kirton) یک روستا و محله مدنی در بریتانیا است که در نیوارک و شروود واقع شده‌است. کرتون ۲۶۱ نفر جمعیت دارد.